# The Barker
The Barker é um filme norte-americano de 1928, do gênero drama, dirigido por George Fitzmaurice  e estrelado por Milton Sills e Dorothy Mackaill.

## Notas de produção

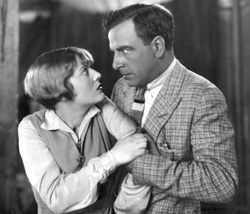
Dorothy Mackaill e Milton Sills em uma cena do filme